# Dub u Vonoklas
Dub u Vonoklas je památný strom známý i pod názvy Havraní dub u Karlštejna nebo dub Na Vráži. Ke stromu se vážou pověsti z doby Karla IV a patří k nejznámějším starým stromům v okolí Prahy, údajně je nejstarší v Českém krasu.

## Základní údaje
- název: dub u Vonoklas, dub Na Vráži, Havraní dub u Karlštejna
- výška: 14 m[1][3]
- obvod: 523 cm[1], 540 cm[3]
- věk: 350 let[3], > 750 let (pověsti)
- sanace: údržba mezi lety 2003-2010
- souřadnice: 49°57′1.97″N 14°17′47.65″E

Dub roste u cesty z Nové Vráže (Černošice) na Vonoklasy, u kraje lesa vpravo od panelové cesty.

## Stav stromu a údržba
Kmen stromu je dutý, v místech chybějících větví je dutina otevřená. V minulosti kdosi v dutině rozdělal oheň, ale strom požár přežil. Nyní je strom oplocen a dutiny zastřešené.

## Historie a pověsti
Za doby Karla IV obstarával spojení mezi Karlštejnem a Prahou starý havran. Vyprávělo se, že při cestě do Prahy odpočíval právě na tomhle dubu. Dubu by tak muselo být alespoň 750 let. Současní odborníci ale mají jiný názor, uvádějí věk zhruba poloviční.

## Další zajímavosti
Bývalému hraničnímu stromu Havranímu dubu byl věnován prostor v televizním pořadu Paměť stromů, konkrétně v dílu č. 9, Stromy osobností.

## Památné a významné stromy v okolí
- Lípa Na Vráži (stará památná lípa zdobená křesťanskými symboly, dávno zaniklá)
- Jilm v Černošicích
- Cedr v Černošicích
- Lípy v Mořině (3 lípy u kostela, 11 km autem, 8 km turistické trasy, Z)
- Dub sedmi bratří (u silnice mezi Karlštejnem a Mořinou, samota U Dubu, 14 km autem, 9,5 km turistické trasy, Z)